# Halictus hotoni
Halictus hotoni är en biart som beskrevs av Joseph Vachal 1903. Halictus hotoni ingår i släktet bandbin, och familjen vägbin. Inga underarter finns listade i Catalogue of Life.